# Colonia Dos Rosas y La Legua
Colonia Dos Rosas y La Legua é uma comuna da província de Santa Fé, na Argentina.